# Yacimiento arqueológico de Cuyacabras
El yacimiento arqueológico de Cuyacabras, que gracias a las fuentes documentales se sabe podría corresponderse con la antigua aldea de "Villa Godomar"[cita requerida], es uno de los testimonios más ilustrativos de la arqueología medieval española. El profesor Alberto del Castillo llevó a cabo unas excavaciones entre 1969 y 1971 que descubrieron la monumental necrópolis de la época de la Repoblación (siglos IX-XIII).
Este yacimiento se encuentra en el municipio de Quintanar de la Sierra, en la Sierra de la Demanda,
provincia de Burgos (Castilla y León, España).

## La necrópolis

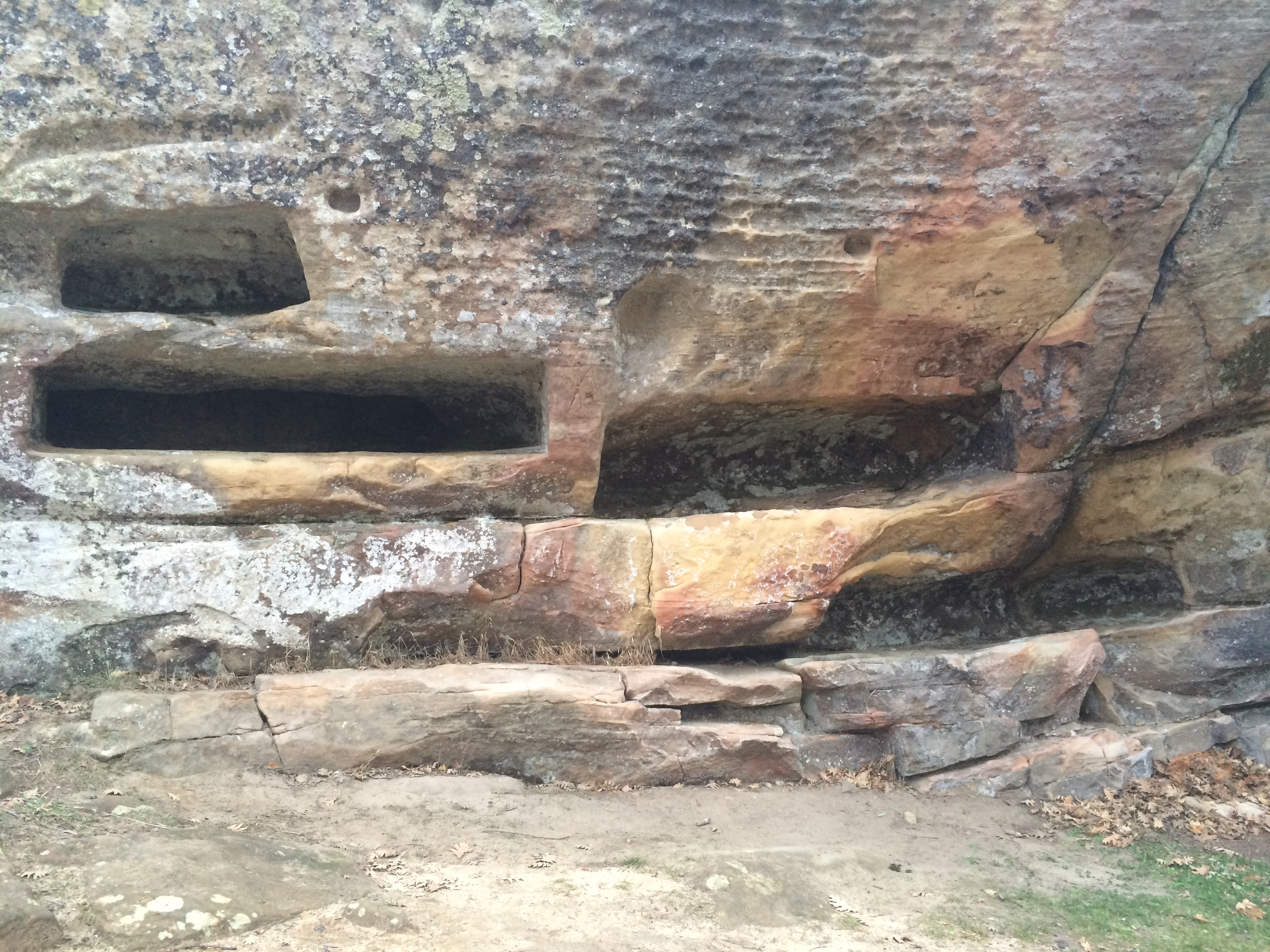
Tumbas laterales.

Se trata de un extenso cementerio, con un mínimo de 183 sepulturas documentadas, que se distribuye alrededor de una iglesia y abarca los sectores más adyacentes y prominentes. Dichos enterramientos, que no proporcionaron ningún resto humano, corresponden al núcleo primitivo de la necrópolis que debemos datar entre el siglo IX y primera mitad del siglo XI. La mayor parte de los testimonios pertenecen a inhumaciones excavadas en la roca, aunque también se registran sepulturas de lajas en forma de cista y un peculiar tipo de nicho lateral. El cementerio debió contar, además, con un número mayor de enterramientos correspondientes a las fases de utilización más tardías del recinto que desconocemos. A pesar de esta circunstancia, los restos conservados conforman la mayor necrópolis de este género documentada en Alto Arlanza.

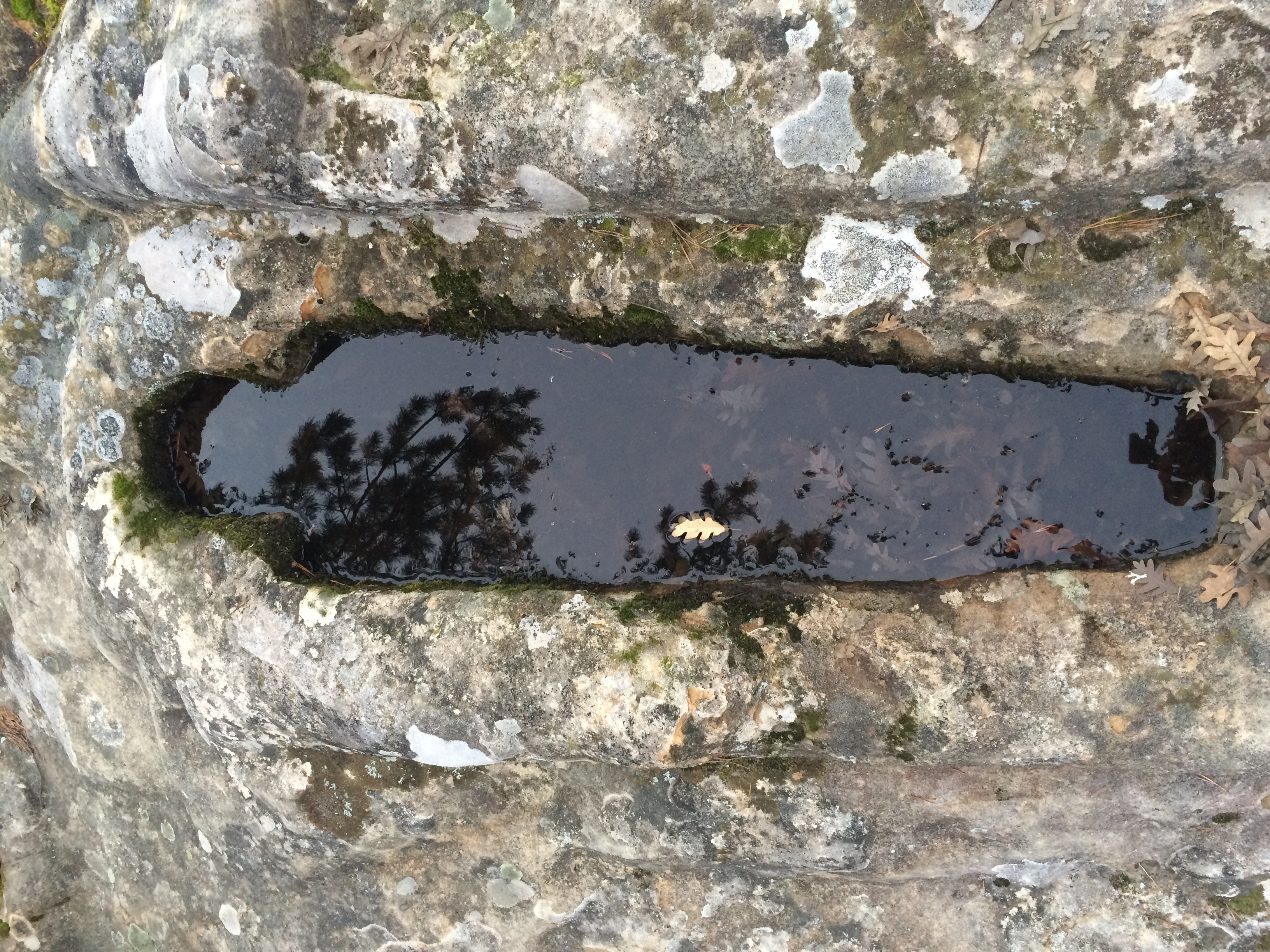
Tumba antropomorfa.

Las sepulturas excavadas en la roca corresponden a tres categorías básicas: las formas y variantes del tipo "bañera" (54%), las formas de tipo antropomorfo (37%) y los nichos laterales (7%). Entre las tumbas antropomorfas predominan las formas de cabecera redondeada y en arco de herradura, mientras que en las de "bañera" son mayoritarias las de forma elíptica.

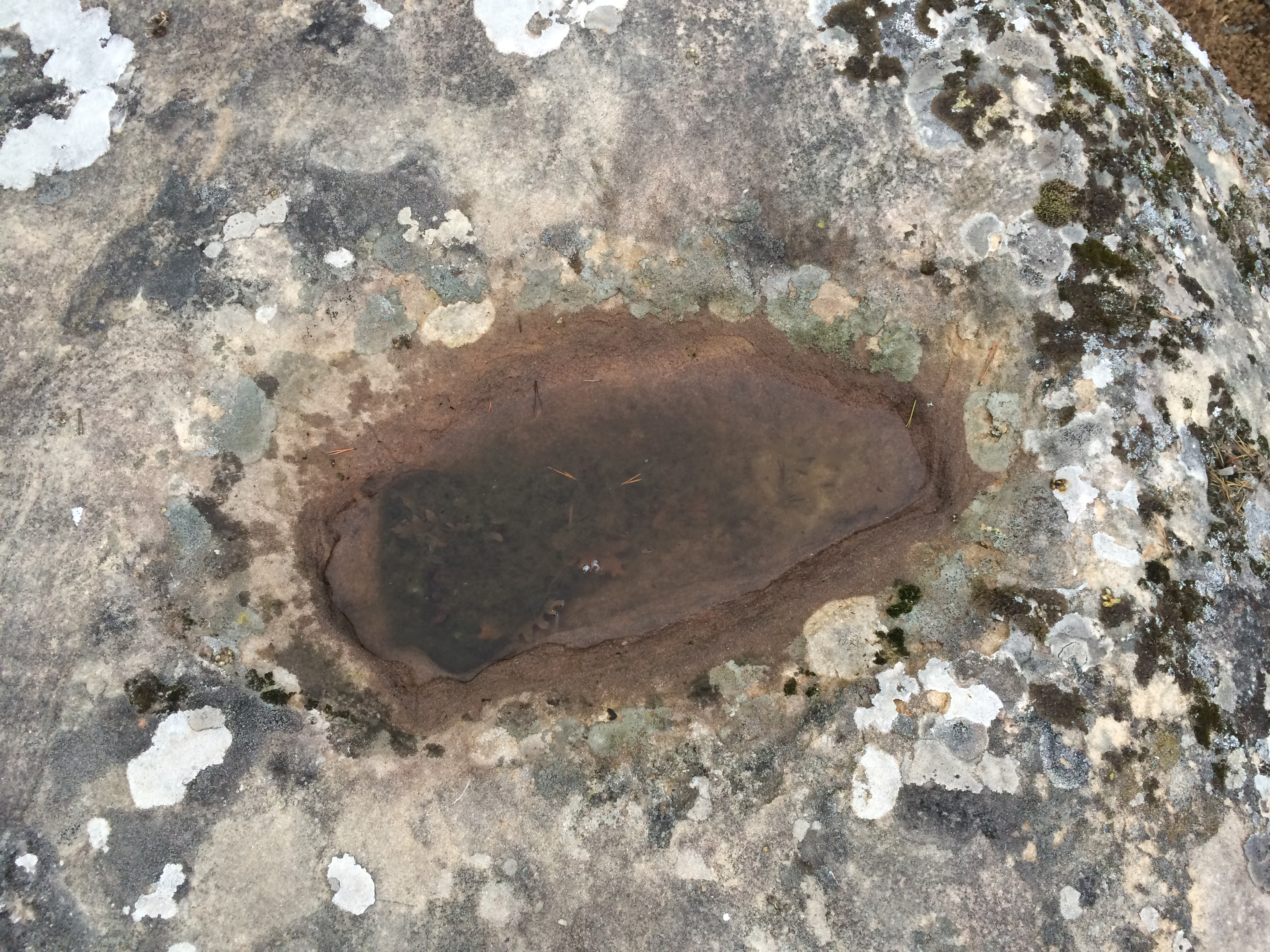
Tumba pequeña de bebé.

Los grupos de edades muestran algunas preferencias en el uso de un tipo característico de sepultura. Si la utilización de formas del tipo bañera y del tipo antropomorfo parecen mantener un relativo equilibrio entre los individuos adultos, el tipo preferente para los enterramientos infantiles es, sin duda, la sepultura en forma de "bañera" elíptica.
Como en otros cementerios coetáneos, se aprecia una tendencia favorable a disponer las sepulturas infantiles en las proximidades del edificio religioso, aunque en este caso no parece haber sido una opción excluyente. 
Las tumbas, que fueron selladas con cubiertas preferentemente monolíticas, se orientan, salvo alguna excepción, invariablemente, en dirección a poniente. La disposición no era casual. El difunto, enterrado en posición decúbito supino, descansa a la espera, según la tradición cristiana, de la resurrección de los muertos. Supuestamente "Al son de la trompeta del último día, los difuntos serán llamados ante el tribunal divino que se manifestará en todo su esplendor desde oriente". 

### La iglesia

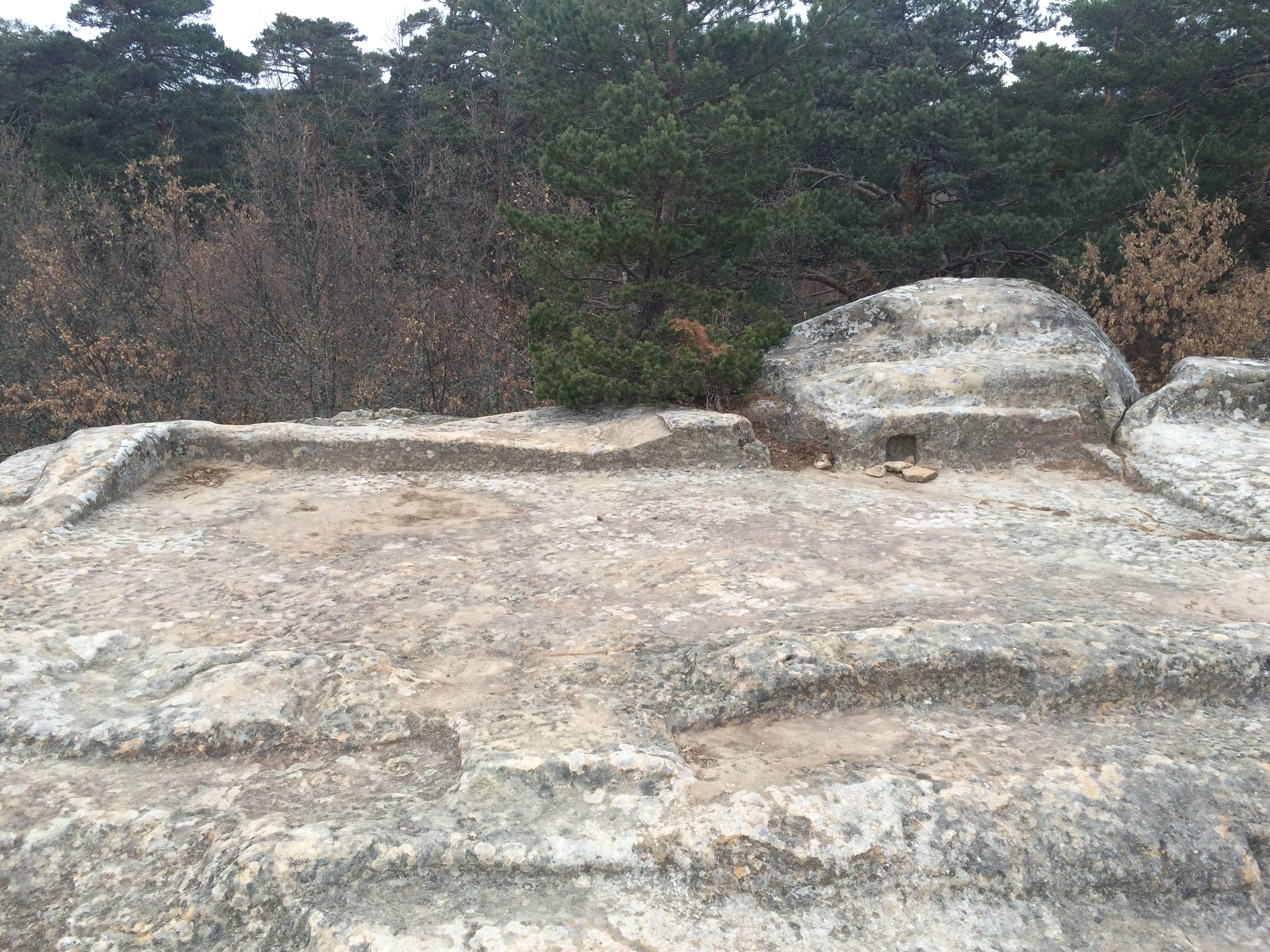
Restos de la antigua iglesia.

No se conservan los restos del edificio, pero en la roca se pueden observar las improntas que dejan ver que la iglesia presentaba una sencilla planta rectangular. Para acceder a ésta se conserva en la roca una escalinata de ocho escalones.

### El poblado
Estos restos pertenecen a un buen ejemplo del tipo de aldeas que se distribuían por los territorios del Arlanza en la Alta Edad Media. La agricultura tenía que ser dificultosa en esta zona, por lo que los habitantes de estas aldeas se dedicaban a la ganadería y al aprovechamiento de las zonas de bosque y de sus recursos naturales.